# Peter Niemann (Fußballspieler)
Adolf Peter Niemann (* 5. Oktober 1927; † 24. Januar 2004) war ein deutscher Fußballspieler. Für die SpVgg Fürth, den 1. FC Nürnberg und den SSV Jahn Regensburg spielte der Torwart in der Oberliga Süd und kam dabei zu 228 Erstligaspielen. Nach dem Zweiten Weltkrieg nutzte er vornehmlich seinen zweiten Vornamen als Rufnamen.

## Sportlicher Werdegang
Niemann begann in den 1930er Jahren mit dem Fußballspielen bei Walhalla Regensburg. Der Klub war 1944 in die Gauliga Bayern aufgestiegen, inwiefern er hier in der Spielzeit 1944/45 zum Einsatz kam, ist unklar. Ab Anfang 1945 diente er in der Marine und geriet in britische Kriegsgefangenschaft. Zunächst wieder bei Walhalla aktiv wechselte er im Sommer 1946 zur SpVgg Fürth in die Oberliga, wo er Alfred Heckel als Stammtorhüter beerbte und in der Spielzeit 1946/47 alle 38 Saisonspiele bestritt. Unter dem neuen Trainer Erich Koch war er anfangs auch in der folgenden Spielzeit Stammtorhüter, der Klub stand jedoch im Abstiegskampf und holte den bereits in den 1930er Jahren für den Klub als Trainer tätigen Ex-Spieler Hans Krauß im Dezember 1947 als Übungsleiter zurück. Mit Kurt Then wurde zudem Anfang 1948 ein neuer Torhüter vom 1. FC Bamberg geholt, der Erfolg blieb jedoch aus und trotz der Rückkehr Niemanns zwischen die Pfosten gegen Saisonende stieg der mehrfache deutsche Meister in die zweitklassige Landesliga Bayern ab. Hier bestritt er zu Beginn der Spielzeit 1948/49 noch drei Ligaspiele, ehe er zum 1. FC Nürnberg zurück in die Oberliga wechselte und die Fürther mit seinem vom Erstligisten Sportfreunde Stuttgart losgeeisten Nachfolger Kurt Goth wieder aufstiegen. 
Beim 1. FC Nürnberg hatte sich Stammtorhüter Eduard Schaffer schwer verletzt und Ersatzmann Werner Prummer wusste nicht zu überzeugen, so dass Niemann in der Folge als Vertretung einsprang und in 15 Oberligaspielen für den amtierenden deutschen Meister auflief. Der Club konnte auch durch anderweitige Verletzungsausfälle nicht an die Leistung des Vorjahres anknüpfen und platzierte sich nur im Mittelfeld der Oberliga-Tabelle.
1949 kehrte Niemann nach Regensburg zurück, um für den SSV Jahn Regensburg, der in die höchste Spielklasse aufgestiegen war, in der Oberliga Süd anzutreten. Während Mitaufsteiger SpVgg Fürth die Oberligameisterschaft gewann, stieg der Jahn direkt wieder ab. Nach einem dritten und achten Platz gewann er mit dem Klub in der Spielzeit 1952/53 die Zweitligameisterschaft und kehrte in die Oberliga zurück. Zwischenzeitlich nur Ersatzmann lief er bis zum erneuten Abstieg 1958 für den Klub in der ersten Liga auf, mit dem er 1960 nochmals in die Oberliga aufstieg. In der Spielzeit 1960/61 verpasste er mit der Mannschaft als Schlusslicht deutlich den Klassenerhalt, hatte aber mit 22 Saisoneinsätzen die Anzahl seiner Erstligaspiele für den Jahn auf 145 hochgeschraubt. In der Zweitligaspielzeit 1961/62 hielt er mit den Regensburgern nur aufgrund des besseren Torquotienten gegenüber dem punktgleichen SV Wiesbaden die Klasse. Anschließend beendete er nach 326 Ligaspielen für den Klub aufgrund einer Kopfverletzung seine aktive Laufbahn.
Niemann war Auswahlspieler des Bayerischen Fußball-Verbandes. 1950 gewann er mit der Auswahlmannschaft den Bundespokal, dabei hatte er im Achtelfinalspiel beim Sieg über Berlin mitgewirkt. Sein Sohn Peter Niemann wurde mit dem 1. FC Nürnberg 1974 A-Jugendmeister und spielte später im bayerischen Amateurbereich.
Während seiner Zeit beim 1. FC Nürnberg studierte Niemann an der Hochschule für Wirtschafts- und Sozialwissenschaften Nürnberg.